# Gyude Bryant
Charles Gyude Bryant (17 de enero de 1949 − Monrovia, 16 de abril de 2014)
fue un político liberiano, Presidente de Liberia desde 2003 hasta enero de 2006. Ellen Johnson Sirleaf ganó las elecciones de 2005 y asumió el cargo en enero de 2006, sucediendo a Bryant.
Estuvo en un gobierno de transición, cuyo principal objetivo fue que se celebrasen elecciones (Liberia sufrió hace poco una guerra civil).

## Primeros años y educación
Bryant nació el 17 de enero de 1949, en el seno de una familia de la etnia grebo. Recibió su educación secundaria en una escuela episcopal en Monrovia, y posteriormente estudia Economía en el Cuttington University College en Suacoco, en donde se gradúa en 1972.

## Carrera empresarial
Luego de haberse graduado, Bryant rápidamente llegó a ser administrador jefe de una factoría pesquera perteneciente al Grupo Empresarial Mesurado, el mayor conglomerado de empresas privadas de Liberia. En 1973, trabaja en el departamento de planificación y desarrollo de la Autoridad Portuaria Nacional, y posteriormente en 1977, logra convertirse en un hombre de negocios para el sector privado, y funda la Compañía de Maquinaria y Abastecimiento de Liberia (LIMASCO), la cual se dedica a la distribución de equipamiento en el sector minero y pesquero. Durante esta etapa, contrae matrimonio con Rosilee Williams, quién trabajaba para la aerolínea United Airlines, que ejercía en Estados Unidos.

## Carrera política

### Caída del Partido Whig y el ascenso de Samuel Doe
En el momento en que Bryant iba consolidando su carrera empresarial, Liberia enfrentaba un período de inestabilidad política, puesto a que el Partido Whig Auténtico (que había gobernado el país desde 1869 de forma ininterrumpida), era acusado de ser los responsables de la amplia pobreza y atraso del país, más las acusaciones de corrupción hacia William Tolbert, lo que condujo finalmente a un sangriento golpe de Estado liderado por el sargento mayor Samuel Doe, quién asume como jefe del Consejo de Redención Popular.
En 1984, y luego de que Doe derogara las leyes que proscribían la presencia de partidos políticos, Bryant, acompañado de políticos, empresarios y figuras públicas de Liberia, dan paso a la creación del Partido de Acción de Liberia (LAP), convirtiéndose en el principal partido de oposición hacia el régimen de Samuel Doe y su partido, el Partido Democrático Nacional de Liberia (NDLP), conformado por militares. En las elecciones presidenciales de 1985, el LAP postuló a Jackson Doe como candidato presidencial, en donde a pesar de que los medios de comunicación internacional y los observadores dieron por ganador a Jackson Doe, Samuel Doe ganó las elecciones a presidente, en donde se realizaron constantes acusaciones de fraude electoral. Cuando Samuel Doe asume la presidencia (que rápidamente pasó a ser una dictadura), ejerce una fuerte represión en contra de la oposición, de la que Bryant sale indemne de ello.

### Guerra civil
En 1989, Charles Taylor, antiguo colaborador de Doe, encabeza una invasión desde Costa de Marfil, encabezando un ejército guerrillero conformado por exiliados del  régimen, dando paso al estallidos de la Primera guerra civil de Liberia. Pero a pesar de las constantes matanzas hacia civiles, inestabilidad política y acusaciones de genocidio entre ambos bandos, Bryant dedicó su tiempo en sus actividades empresariales y como animador de la Iglesia Episcopaliana de Liberia, en donde en 1996, presidiría la administración diocesana de la Iglesia. Durante ese período, estableció relaciones con varios ministros tanto de la iglesia episcopaliana como de la iglesia anglicana, no solo de Liberia, sino que también de Estados Unidos y de varios países anglosajones. También obtuvo la presidencia del LAP, pero debido a la guerra, la presencia de facciones guerrilleras y señores de la guerra en el país, la influencia de los partidos políticos se vio reducida.
Tras finalizar la guerra civil, en las que cayó el régimen de Doe y que dejaron un total de entre 150 000 y 200 000 víctimas fatales, Taylor gana las elecciones presidenciales, mientras que Bryant se convierte en el coartífice de la formación una coalición conformada por 7 partidos de oposición. Mientras el LAP presidido por Bryant buscaba colaborar con el gobierno de Taylor para la restauración nacional, los otros partidos se oposición se peleaban entre sí por los resultados electorales, en las que se acusaron mutuamente de fraude electoral.